# المعطن (مبين)

تعديل مصدري - تعديل

المعطن هي إحدى قرى عزلة مبين بمديرية مبين التابعة لمحافظة حجة، بلغ تعداد سكانها 295 نسمة حسب تعداد اليمن لعام 2004.